# Deserto di Tirari

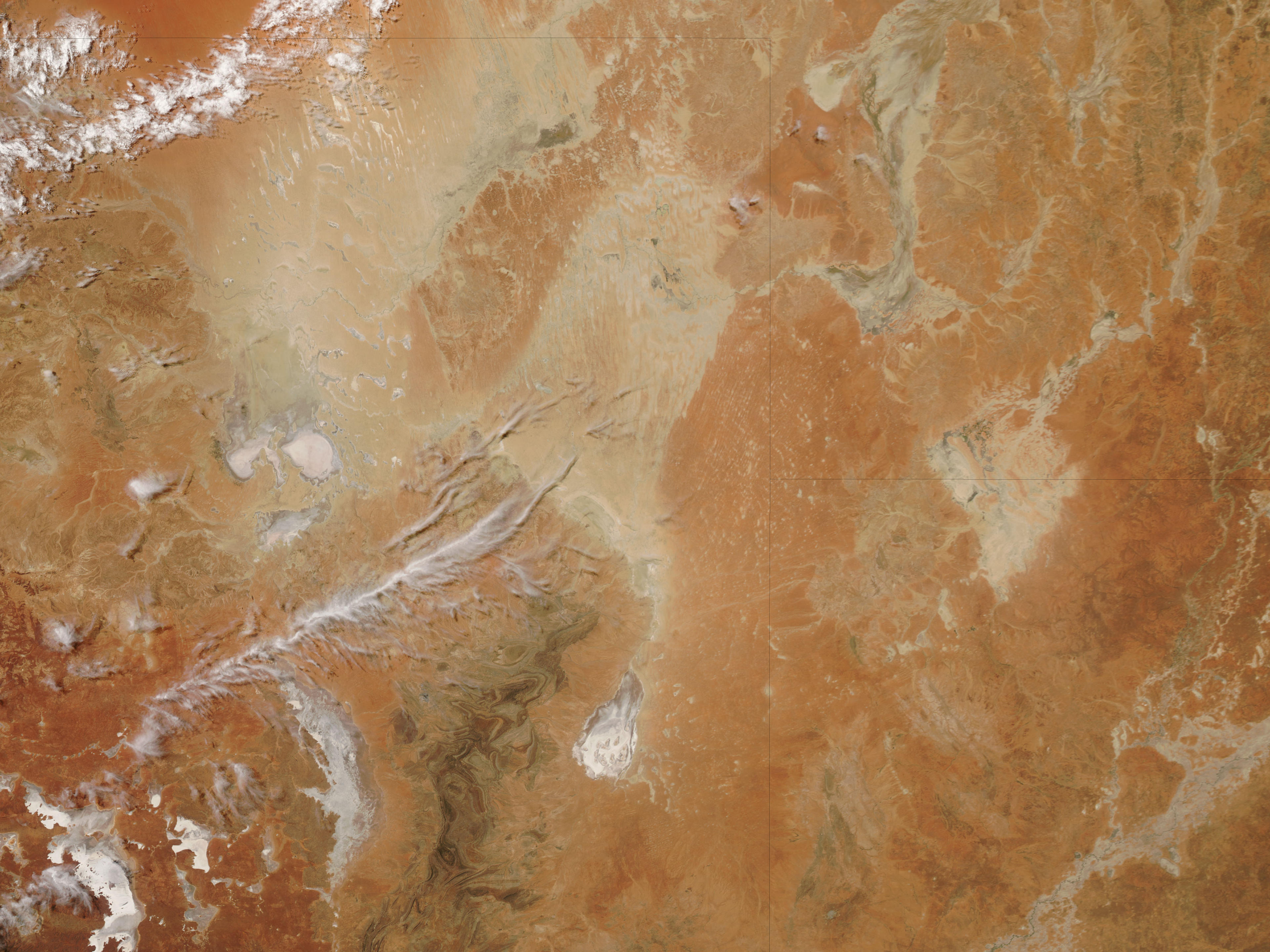
Vista satellitare del deserto di Tirari. Fonte NASA, 2006,

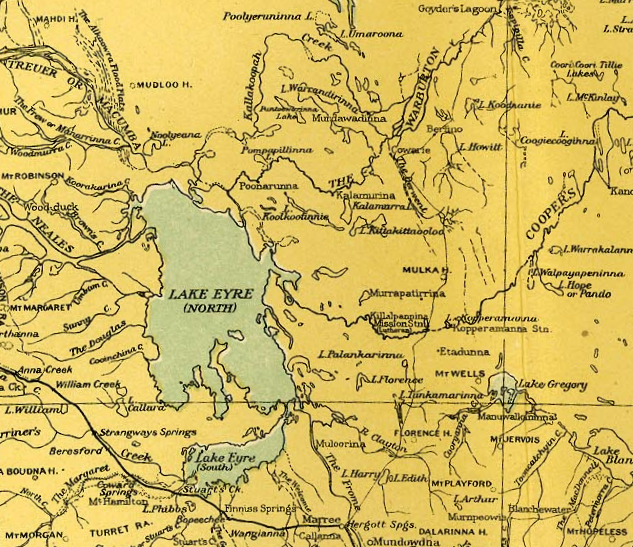
Mappa del 1916 del deserto di Tirari e dintorni.

Il deserto di Tirari è un deserto di 15 250 chilometri quadri (5 888 mi²) situato nella parte orientale del Far North, una regione dell'Australia Meridionale.

## Caratteristiche
Il deserto di Tirari si caratterizza per la presenza di laghi salati e dune sabbiose orientate in senso nord-sud. È situato parzialmente nel Parco nazionale del lago Eyre e si sviluppa principalmente a est della parte settentrionale del Lago Eyre. Il lungo fiume Cooper Creek scorre attraverso il centro del deserto.
Adiacenti al Tirari sono il deserto di Simpson, situato a nord, mentre il deserto di Strzelecki si trova a est e il deserto pietroso di Sturt corre parallelo alla pista di Birdsville a nordest.
Le condizioni climatiche del deserto sono estreme con temperature alte e una piovosità bassissima di 125 mm di precipitazioni all'anno.

## Punti di accesso
Il principale punto di accesso al deserto è attraverso la pista di Birdsville, una strada sterrata che corre verso nord dalla cittadina di Marree a Birdsville, nel Queensland. Il Mungerannie Hotel è l'unico posto tra le due città dove si può fare una sosta e rifornimento per le vetture.

## Allevamento
Nella regione del deserto di Tirari ci sono numerose cattle station, grandi fattorie che fungono anche punti di atterraggio per l'aviazione postale del Channel Country.
La Dulkaninna Station è condotta dalla stessa famiglia da 110 anni; ha circa 2000 capi di bestiame, alleva cavalli e il cane da pastore australiano Kelpie.
L'Etadunna station a nord ha una superficie di 4000 km² e 2500 capi di bestiame.